# Ulrik Plesner (født 1930)
 Der er flere personer med dette navn, se Ulrik Plesner.
James Johannes Ulrik Plesner (født 13. juli 1930 i Firenze, død 2. juni 2016 i Tel Aviv) var en dansk arkitekt, der hovedsagelig arbejdede i udlandet.

## Karriere
Ulrik Plesner var søn af historiker, professor Johan Frederik Plesner og maler Kathleen Risk. Arkitekt Ulrik Plesner var hans onkel, Kaare Klint hans stedfar. Allerede i sin barndom opholdt han sig meget i udlandet, på sommerophold i England, Skotland og Italien. Han blev student fra Herlufsholm 1949, blev året efter optaget på Kunstakademiets Arkitektskole, hvorfra han tog afgang 1955. Plesner var ansat hos Kay Fisker 1956-57. 
Som nyuddannet arkitekt vandt Plesner 5 konkurrencepræmier, alene og i samarbejde med andre. Han modtog Akademiets stipendium i 1956 og Fengers Legat i 1958. Efter at have vundet en tredjeplads i en konkurrence om et monument i anledning af 2500 året for Buddhas fødsel, hvilket gjorde hans navn kendt i Asien, blev han inviteret til Sri Lanka (Ceylon) af arkitekt Minette da Silva med hvem han samarbejdede den første tid på øen. Efter at være raget uklar med Minette da Silva, indgik Plesner i et samarbejde med arkitekt Geoffrey Bawa i Colombo. De opførte sammen en række banebrydende byggerier, deriblandt Ekala Industrial Estate, Good Shepherd kapel Bandarawela, Polontolawa hus, St. Thomas Preparatory School, og mange andre bygninger hovedsagelig skoler, fabrikker, private huse og hoteller. Bygningerne er banebrydende ved at integrere moderne byggeteknik, lokale håndværkstraditioner og respekt for klimaet og øens tusindårige byggetradition. Plesner boede og arbejdede i Sri Lanka fra 1958 - 1967.
1967 drog han til London, hvor han var hos Arup Associates indtil 1972. Hos Arup har Plesner været ansvarlig for Oxford Mail and Times' bygning, Kensington and Chelsea New Central Depot and Housing og var arkitektonisk rådgiver på motorvejsbroer. 1972 bosatte han sig i Israel og etablerede egen tegnestue i Jerusalem fra samme år. Plesner har været stadsarkitekt i Jerusalem 1976-77, hvor han arbejdede med en ny byplan, og arkitekt for Verdensbanken 1980-87. Han har bl.a. tegnet Bet Gabriel kulturcenter, der er tilpasset den regionale byggeskik. Han flyttede 1987 tegnestuen til København og slog sig sammen med Dan Wajnman. I den store konkurrence om Københavns Havn deltog han 1985 med et rost projekt. Hans væsentligste værk i Danmark er bycentret Slotsarkaderne i Hillerød. Han boede frem til sin død i Tel Aviv, hvor han drev tegnestue med sine to døtre.
Ulrik Plesner har modtaget Jerusalem Prisen 1982, Margot og Thorvald Dreyers Hæderspris 1986, Nykredits Arkitekturpris 1987 og Eckersberg Medaillen 1987. 
Plesner blev gift 7. januar 1966 i Colombo, Sri Lanka, med journalist, docent Tamar Liebes, (født 28. september 1943 i Jerusalem), datter af klassisk filolog, professor ved Jerusalem University Yosef Gerhard Liebes og keramiker Miriam Leibowitz. De har sammen tre børn.

## Værker
Sri Lanka:
- Ekala Industrial Estate, Jaela (1960 og 1965)
- Bestyrerbolig, Stathspey Tea Plantation, Maskeliya (1961)
- Distriktsbestyrerbolig i Anuradhapura (1961)
- Hovedkontor for Lever Brothers Ltd., Colombo (1961)
- Chapel of the Good Shepherd, Bandarawela (1962)
- Lægebolig med konsultation, Galle (1962)
- Egen tegnestue, Colombo (1962)
- Bishops College, Colombo (1963)
- Polontolawa House (1963)
- Byhus i Colombo (1963)
- Montessoriskolen, Colombo (1966)
- Bentota Beach Hotel (1967)
- 6 nye småbyer i forbindelse med Mahaweli Building program, udført som hjælp til selvhjælp (1980-87)

Sydindien:
- Boys' Town, Madurai (1966)

Israel:
- Liberty Bell Garden og Bloomfield Garden, Jerusalem (1977)
- Manhat Sport Centre (sportshal, 1982)
- Confederation House (mødecenter, ombygning af flere historiske bygninger, 1982)
- Bet Gabriel kultur- og konferencecenter ved Genesaret sø (1993)

Danmark:
- Slotsarkaderne, bycenter i Hillerød (1993, præmieret)
- Indretning af koncertsal i Støberihallen, Hillerød (1993)

### Projekter
- Monument for 2500-året for Buddhas Nirvana, Delhi (1956, 3. præmie)
- Herlev Sportscenter (1956, sammen med Ib og Jørgen Rasmussen, 1. præmie)
- Teater- og koncertsale, Tel Aviv (1972, 2. præmie)
- Københavns Havneområders fremtid (1985, sammen med Dan Wajnman, 2. præmie)
- Overdækning af Thomas B. Thriges Gade, Odense (1991)

### Skriftlige arbejder
- Artikler om arkitektur og planlægning i Arkitekten, 1957-78.
- om Københavns Havns fremtid i Politiken 17. januar 1982; 9. juni 1984; 16. juni 1984; 23. juni 1984; 30. juni 1984 og juni-juli 1987.
- In Situ. Arkitektoniske erindringer fra Sri Lanka. Selvbiografi med fokus på årene i Sri Lanka og samarbejdet med Jeffrey Bawa. Aristo forlag, 2012. 451 sider, rigt illustreret.

## Eksterne links
- Hjemmeside for Plesners arkitektfirma i Tel Aviv

- Ulrik Plesner på Kunstindeks Danmark/Weilbachs Kunstnerleksikon